# Fortune Plaza
Fortune Plaza – wieżowiec znajdujący się w Urumczi w prowincji Sinkiang, w Chińskiej Republice Ludowej. Ma 230 m wysokości i jest najwyższym budynkiem w północno-zachodnich Chinach oraz w całej Środkowej Azji. 